# Ferrari 575 GTC

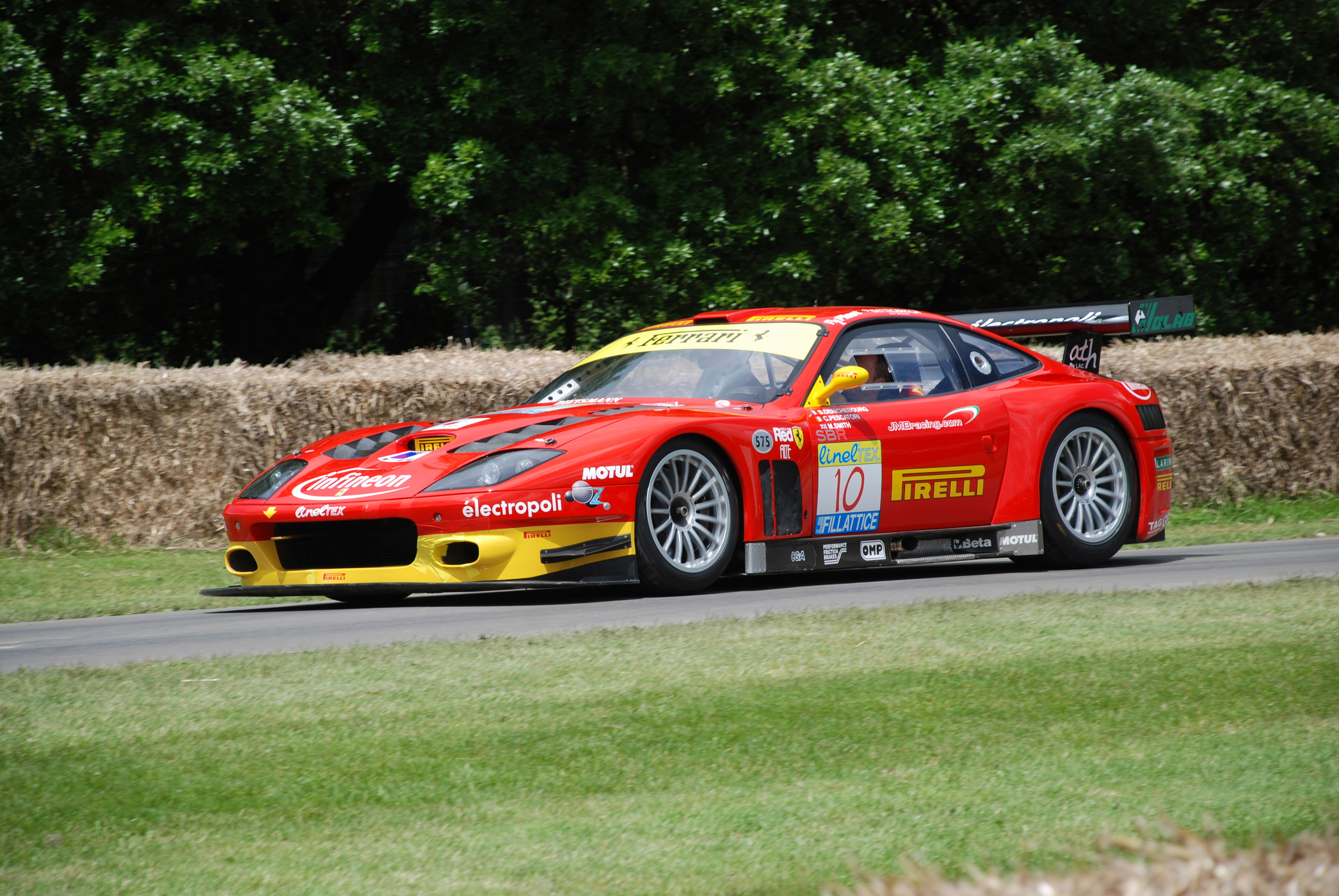
Ferrari 575 GTC

Der Ferrari 575 GTC ist ein Gran-Turismo-Rennwagen der Gruppe GT1 auf Basis des Ferrari 575. Ferrari stellte von 2003 bis 2005 13 Fahrzeuge her.

## Entwicklungsgeschichte
Obwohl Ferrari bisher nicht werksseitig im Sportwagensport vertreten war, dominierte der von Prodrive entwickelte Ferrari 550 GTS Maranello die FIA-GT-Meisterschaft und errang 2003 sogar den Klassensieg beim 24-Stunden-Rennen von Le Mans. Dies spornte Corse Clienti, die Kundensportabteilung von Ferrari, dazu an, eine Rennversion seines neuesten Gran Turismo, des Ferrari 575, zu entwickeln. Als Partner für dieses Vorhaben wurde das italienische Motorsportteam N.Technology ausgewählt. Um das Fahrzeug an die Anforderungen der Gruppe GT1 anzupassen, wurde das Fahrwerk und die Karosserie stark überarbeitet und ein Überrollbügel eingebaut. Zusätzlich wurde die Spurweite verbreitert und Karosserieteile aus Kohlenstofffasern verwendet. Der Motor wurde auf knapp sechs Liter Hubraum vergrößert und leistete mit den vorgeschriebenen Luftmengenbegrenzern ausgerüstet nun über 600 PS.

## Renngeschichte
JMB Racing brachte schließlich beim vorletzten Lauf der FIA-GT-Meisterschaft 2003 in Estoril erstmals zwei Ferrari 575 GTC an den Start. Philipp Peter und Fabio Babini konnten damit beim Debütrennen des neuen Fahrzeugs die starke Konkurrenz von BMS Scuderia Italia mit den Prodrive-Ferrari hinter sich lassen und errangen den Rennsieg. Es folgten beim letzten Saisonrennen in Monza die Plätze vier und fünf für die beiden JMB-Ferrari. 
Für die Saison 2004 erwarb Barron Connor Racing ebenfalls zwei Ferrari 575 GTC. Das Team trat damit zum 12-Stunden-Rennen von Sebring an, bei dem die Piloten Danny Sullivan, John Bosch und Thomas Biagi Rang 15 in der Gesamtwertung und den zweiten Klassenrang erreichten. Im weiteren Verlauf der Saison setzte Barron Connor Racing seine Fahrzeug in der Le Mans Endurance Series ein, in der zwar zwei Podiumsplatzierung innerhalb der Klasse gelangen, man jedoch chancenlos gegen Larbre Compétition mit einem Prodrive-Ferrari war. In der Teamwertung wurden somit die Plätze zwei und drei erreicht. Barron Connor Racing brachte seine Fahrzeuge auch beim 24-Stunden-Rennen von Le Mans an den Start, bei dem beide Fahrzeuge allerdings nicht die Zielflagge sahen. JMB Racing trat 2004 weiterhin in der FIA-GT-Meisterschaft an. Als zweites Team mit jeweils zwei Ferrari 575 GTC gesellte sich GPC Giesse Squadra Corse dazu. Deren Ferrari 575 GTC konnten zwar regelmäßig Podiumsplatzierungen einfahren, doch waren sie gegen die Ferrari 550 GTS der Scuderia Italia auch hier unterlegen. Somit blieb der Sieg der JMB-Piloten Jaime Melo und Karl Wendlinger beim Lauf in Donington der einzige Rennerfolg eines Ferrari 575 GTC in der FIA-GT-Meisterschaft 2004. GPC und JMB erreichten am Saisonende in der Teamwertung die Plätze zwei und drei. Ab der zweiten Hälfte der Saison setzte JMB Racing auch einen Ferrari 575 GTC in der italienischen GT-Meisterschaft ein. Lorenzo Casè und Matteo Malucelli konnten damit die beiden Läufe in Misano für sich entscheiden.
In der FIA-GT-Meisterschaft stieg JMB Racing 2005 auf zwei Maserati MC12 GT1 um. G.P.C. Sport war damit in dieser Rennserie der einzige beim Ferrari 575 GTC verbliebene Rennstall. Das Team tat sich allerdings gegen stärker werdende Konkurrenz schwer und so sprang dieses Mal lediglich eine Podiumsplatzierung heraus, die von Jaime Melo und Jean-Philippe Belloc in Brünn eingefahren wurde. In der Teamwertung rutschte G.P.C. Sport auf den fünften Platz ab. JMB Racing setzte nun einen Ferrari 575 GTC in der Le Mans Endurance Series ein. Das Team hatte jedoch mehrere Ausfälle zu beklagen und belegte schließlich nur den siebten Platz in der Teamwertung. JMB war zugleich das einzige Team, das einen Ferrari 575 GTC beim 24-Stunden-Rennen von Le Mans 2005 an den Start brachte, bei dem das Fahrzeug allerdings schon frühzeitig ausfiel. Deutlich beliebter war der Ferrari 575 GTC hingegen in der italienischen GT-Meisterschaft. In dieser Saison waren dort mit JMB, GPC, Kessel Racing und Rock Media Motors gleich vier Teams mit einem solchen Fahrzeug engagiert. Zwar gelangen in dieser Rennserie einige Podiumsplatzierungen, doch blieben die mit diesem Fahrzeug angetretenen Rennställe auch hier sieglos.
Da es dem Ferrari 575 GTC an Zuverlässigkeit fehlte, er nicht an die Erfolge des Ferrari 550 GTS anknüpfen konnte und er der Konkurrenz inzwischen nicht mehr gewachsen war, waren nach der Saison 2005 schon fast sämtliche Fahrzeuge wieder aus dem Motorsport zurückgezogen. Erst 2007 brachte Kessel Racing wieder einen Ferrari 575 GTC bei einigen Rennen der FIA-GT-Meisterschaft an den Start. Das Team hatte allerdings massiv mit technischen Problemen an seinem Fahrzeug zu kämpfen und sah bei allen vier Rennteilnahme nie die Zielflagge. Zur Saison 2008 stieg Kessel Racing auf einen Ferrari F430 GTC der kleineren Klasse GT2 um. Der Ferrari 575 GTC war nur beim zweiten Lauf in Monza gemeldet. Loris Kessel und Andrea Chiesa absolvierten dort zwar einige Trainingsrunden, traten zur Qualifikation aber nicht mehr an und nahmen demzufolge auch nicht am Rennen teil. Dies blieb der bisher letzte Auftritt eines Ferrari 575 GTC im Motorsport.